# Pehanje in skobljanje
Pehanje in skobljanje sta enostavna enorezilna odrezovalna postopka. Med enorezilne odrezovalne postopke spada še struženje.
Pri skobljanju in pehanju je gibanje premočrtno in je sestavljeno iz delovnega in povratnega giba. S pehanjem in skobljanjem izdelujemo dolge predmete, ki imajo navadno ostrokotne robove. Skobljanje in pehanje pojmujemo tudi kot struženje obdelovanca z neskončnim premerom.
Za pehanje in skobljanje je potrebno, da ima obdelovalec v smeri obdelave po vsej dolžini enak presek (profil).

## Skobljanje
Skobljanje je postopek obdelave, pri kateri opravlja glavno gibanje obdelovanec. Gibanje je sestavljeno iz delovnega in povratnega giba. Orodje opravlja le podajalno gibanje in gibanje v globino. Glavno gibanje je prekinjajoče, saj vsakemu delovnemu gibu sledi pospešen povratni gib. S tem postopkom izdelujemo predvsem dolge, ravne predmete.

## Pehanje
Pehanje je postopek odrezavanja, pri katerem glavno gibanje opravlja orodje, obdelovanec pa vpet miruje. Ločimo vodoravno in pokončno pehanje. Pehanje ni primerno za večje serije obdelovancev, ker enake možnosti obdelave nudi posnemanje, ki pa je nekajkrat hitrejše. Prednost pehanja je v cenenosti orodja, ki so bistveno cenejša od posnemal. Največji pomen ima pehanje pri obdelavi kombinacije valjastih in ravnih ploskev, ki je drugače komaj izvedljiva.
Za obdelavo s pehanjem in skobljanjem se uporabljajo pehalni in skobeljni stroji.